# 위안텅페이
위안텅페이 (중국어 간체자: 袁腾飞, 병음: Yuán Téngfēi, 1972년 8월 베이징 출생)는 중국 역사 소설계를 대표하는 인물로, 이 분야에 새로운 바람을 불러일으키고 있다. 유머러스하고 날카로운 필체로 역사에 대한 해박한 지식을 서술하고 있다. 특유의 ‘사화체(史話体)’ 스타일로 수많은 사람들이 역사에 관심을 가지게 만들었고, 독자들은 그를 친근하게 ‘위안sir'라고 부른다.
위안은 1994년 수도 사범 대학을 졸업, 이후 베이징 의 한 고등학교에서 중국 역사를 가르쳤다. 2008년 중국의 영향력 있는 인터넷 사이트 요우쿠(優酷)에 그의 역사 수업 영상이 실리면서 전국적인 인물이 되었으며, 특히 젊은이들에게 큰 인기를 모았다.
같은해 중국 국영 CCTV의 대표 명사 강좌프로그램인 <백가강단百家講壇>에서 <양송풍운兩宋風雲>을 강의하면서 폭발적 인기를 모았다. 이후 대형 역사 강좌 프로그램 <텅페이 오천년騰飛 五千年>을 발표하면서 <시나 웨이보新浪微博>의 팬 카페 등록자 수가 천만 명이 넘었고, 2010년 중국 작가 부호 서열 20위에 오르는 등 발군의 실력과 인기를 검증받았다.
그는 민감한 정치적인 발언 ‘마오쩌뚱이 가장 잘한 일은 죽은 것이다.’ ‘역사 교과서는 불태워버려라.’ 등 대담한 발언으로 학교에서 해직된 후에는 베이징의 유명 학원 강사로 변신했다. 문학, 심리학, 인류학, 역사학 등 인문 전 분야를 통섭한 탁월한 지식과 방대한 역사 지식을 독특한 입담으로 풀어내는 재주로 수많은 팬을 확보하고 있으며 ‘위안 써’라는 애칭으로 불린다. 그가 내는 책은 무조건 베스트셀러가 되고 그의 말 한마디는 중국 젊은 리더들 사이에서 반향을 불러일으킨다고 한다.

## 출판물
- 《《隐士与僧道》》. 中国少年儿童出版社. ISBN 978-7-5007-5366-7.
- 《《两宋风云》》. 陕西师范大学出版社. July 2009. ISBN 978-7-5613-4724-9.
- 《历史是个什么玩意儿1--袁腾飞说中国史上》《History is just a game I —— Chinese History according to Yuan Tengfei, Part One》. 上海锦绣文艺出版社. August 2009. ISBN 978-7-5452-0447-6.
- 《历史是个什么玩意儿2--袁腾飞说中国史下》《History is just a game II —— Chinese History according to Yuan Tengfei, Part Two》. 花山文艺出版社. December 2009. ISBN 978-7-80755-720-3.
- 《历史是个什么玩意儿3--袁腾飞说世界史上》《History is just a game III —— World History according to Yuan Tengfei, Part One》. 寧夏人民出版社. May 2010. ISBN 978-7-227-04474-1.
- 《历史是个什么玩意儿4--袁腾飞说世界史下》《History is just a game IV —— World History according to Yuan Tengfei, Part Two》. 希望出版社. July 2010. ISBN 978-7-5379-4825-8.